# Conostomium longitubum
Conostomium longitubum är en måreväxtart som först beskrevs av Günther von Mannagetta und Lërchenau Beck, och fick sitt nu gällande namn av Georg Cufodontis. Conostomium longitubum ingår i släktet Conostomium och familjen måreväxter. Inga underarter finns listade i Catalogue of Life.